# Доња Бистра
Доња Бистра је насељено место у саставу општине Бистра у Загребачкој жупанији, Република Хрватска.

## Историја
До територијалне реорганизације у Хрватској налазила се у саставу старе загребачке приградске општине Запрешић.

## Становништво
На попису становништва 2011. године, Доња Бистра је имала 1.438 становника.

## Попис1991.
На попису становништва 1991. године, насељено место Доња Бистра је имало 825 становника, следећег националног састава:
| Попис 1991.‍  | Попис 1991.‍  | Попис 1991.‍ | Попис 1991.‍ | Попис 1991.‍ |
| ------------ | ------------ | ----------- | ----------- | ----------- |
|              |              |             |             |             |
| Хрвати       | Хрвати       |             | 805         | 97,57%      |
| Словенци     | Словенци     |             | 2           | 0,24%       |
| Италијани    | Италијани    |             | 1           | 0,12%       |
| Југословени  | Југословени  |             | 1           | 0,12%       |
| Срби         | Срби         |             | 1           | 0,12%       |
| неопредељени | неопредељени |             | 5           | 0,60%       |
| регион. опр. | регион. опр. |             | 1           | 0,12%       |
| непознато    | непознато    |             | 9           | 1,09%       |
| укупно: 825  |              |             |             |             |